# تپه انجیر بوس
تپه انجیر بوس مربوط به دوره اشکانیان است و در شهرستان ثلاث باباجانی، بخش مرکزی، دهستان دشت حر واقع شده و این اثر در تاریخ ۳۰ تیر ۱۳۸۴ با شمارهٔ ثبت ۱۲۱۷۲ به‌عنوان یکی از آثار ملی ایران به ثبت رسیده است.